# Baantjer
Baantjer je nizozemský detektivní televizní seriál vysílaný stanicí RTL 4.
První epizoda byla odvysílána 6. října 1995 a poslední 1. prosince 2006.
Seriál má celkem 123 epizod ve 12 sezónách a je založen na románech spisovatele A. C. Baantjera.
V roce 1999 odvysílala RTL 4 na své desáté výročí od založení televizní film Baantjer, de film: De Cock en de wraak zonder einde.